# Chełmce (województwo wielkopolskie)
Chełmce – wieś w Polsce, w województwie wielkopolskim, w powiecie kaliskim, w gminie Opatówek.
Według danych z 21 kwietnia 2004 wieś liczyła 664 mieszkańców, podczas gdy 31 marca 2011 było ich 694.
W latach 1954–1961 wieś należała i była siedzibą władz gromady Chełmce, po jej zniesieniu w gromadzie Piwonice. W latach 1975–1998 miejscowość administracyjnie należała do województwa kaliskiego.
We wsi znajdują się wieża RTV SLR Chełmce o wysokości 74 m oraz neogotycki kościół pod wezwaniem Narodzenia NMP, który wybudowano w latach 1882–1883 (leży on na najwyższym w powiecie kaliskim Wzgórzu Chełmskim o wysokości 185 m n.p.m.). Po II wojnie światowej do kościoła zostały translokowane organy firmy Schlag & Söhne, które zostały wyremontowane w latach 2009–2012. Od 2016 w kościele odbywa się Międzynarodowy Festiwal Organowy „Jesień Organowa”.